# Сероплюсный пигатрикс
Сероплюсный пигатрикс (лат. Pygathrix cinerea) — вид приматов из семейства мартышковых. Встречается во Вьетнаме в провинциях Куангнам, Куангнгай, Биньдинь, Контум и Зялай. Численность популяции оценивается в 550—700 особей.

## Классификация
Изначально, в 1997 году этот примат был описан в качестве одного из подвидов Pygathrix nemaeus, однако позже по совокупности морфологических признаков был поднят до ранга вида. Это разделение позже подтвердилось в ходе генетических исследований. Вид образует гибриды с P. nemaeus.

## Описание
Внешне очень похожи на P. nemaeus. Спина светло-серая, брюхо и грудь светло-жёлтые. Ступни и ладони чёрные, нижняя часть конечностей тёмно-серая. Лицо сверху коричневато-оранжевое, подбородок белый. Горло также белое, к груди цвет шерсти переходит в оранжевый и коричневый. Самцы немного крупнее самок, весят около 10,9 кг. Самки весят около 8,2 кг.

## Поведение
Дневные древесные животные. Передвигаются в кронах прыжками и при помощи брахиации. В прошлом встречались группы размером до пятидесяти особей, однако сейчас размер группы составляет от 4 до 15 животных. Коммуникация внутри группы осуществляется при помощи криков, прикосновений (груминга) и жестов. В рационе преимущественно листья, однако в пищу идут и другие части растений, такие как семена, фрукты и цветы. Предпочитают молодые листья. Сезон размножения с августа по декабрь. Беременность длится от 165 до 190 дней. Рождения обычно между январём и августом, во время сезона плодоношения. В помёте один детёныш весом от 500 до 720 грамм. Половой зрелости достигают в возрасте четырёх лет.

## Статус популяции
Международный союз охраны природы присвоил этому виду охранный статус «На грани исчезновения». Вид входит в список «25 наиболее угрожаемых приматов мира». Основная угроза популяции — охота и использование в традиционной восточной медицине. Кости этих животных используются для приготовления специального бальзама, который якобы улучшает регенерацию гемоглобина и почечную функцию организма. Вьетнамское правительство приняло ряд охранных мер, препятствующих уменьшению популяции этих приматов.